# Мер округу Колумбія
Мер федерального округу Колумбія (англ. Mayor of the District of Columbia) — глава уряду федерального округу Колумбія в США. Як очільник виконавчої влади зобов'язаний виконувати закони округу, має повноваження затверджування та ветування законопроєктів, прийняті Радою округу Колумбія. Крім того, мер здійснює нагляд за всіма окружними службами, громадською власністю, поліцією та пожежною охороною, більшістю державних установ та системою державних шкіл в окрузі Колумбія. Управління мера контролює щорічний окружний бюджет у розмірі 8,8 млрд доларів. Виконавчий апарат міського голови розташований Джон А. Вілсон Білдінг в центрі Вашингтона. Мер призначає окремих посадових осіб, серед яких його заступники з питань освіти та планування і економічного розвитку, адміністратор округу, канцлер державних шкіл округу, Управління у справах латиноамериканських справ та керівники департаментів окружних відомств.

## Історія управління округу
З часу утворення округу в 1801 році до його складу входило п'ять суб'єктів: три міста з власними муніципальними урядами та два сільські повіти. Місто Вашингтон було одним із цих трьох міст. Статутом, прийнятим у 1802 році, у місті Вашингтон запроваджквалася посада мера міста, яка існувала з 1802 по 1871 роки. З 1802 по 1812 рр. мер призначався президентом США. Першим мером міста Вашингтона був Роберт Брент, призначений у 1802 році Томасом Джефферсоном. Між 1812 і 1820 роками мери обиралися виконавчою радою. З 1820 по 1871 рр. мер обирався всенародним голосуванням.
Округ в цілому не мав губернаторської чи іншої виконавчої посади у той час.
У 1871 році Законом про округ Колумбію три інші підрозділи в окрузі були об'єднані в єдиний уряд, головним виконавчим головою якого був територіальний губернатор. До 1967 року округ контролював губернатор, потім тричленна Рада уповноважених.
У 1967 році Президент Ліндон Джонсон створив більш сучасний уряд на чолі з єдиним уповноваженим, відомим у народі як «мер-комісар», та дев'ятичленною окружною радою, всі члени якої призначені президентом. Першим єдиним главою округу був призначений Волтер Вашингтон.

## Впровадження управління мера
У 1973 році Конгрес прийняв Закон про внутрішнє впорядкування округу Колумбія, передбачаючи посаду виборного мера та окружну раду з 13 членів. Перші окружні вибори відбулися наступного року. Чинний мер-комісар Волтер Вашингтон був обраний першим мером округу Колумбія 5 листопада 1974 року. Він вступив на посаду 2 січня 1975 року.
Місцеве самоврядування, особливо у роки правляння Маріон Беррі (1979—1991), було піддано критиці за безгосподарне управління. Беррі переміг вибори мера на первинних виборах від Демократичної партії 1978 року. Тоді Беррі був обраний мером, відбувши три послідовні чотирирічні строки. У роки його адміністрації в 1989 році журнал «The Washington Monthly» стверджував, що в окрузі «найгірша міська влада в Америці». Після того, як у 1990 році був засуджений за звинуваченням у вживанні наркотиків, Беррі не балотувався. У 1991 році Шерон Пратт Келлі стала першою чорношкірою жінкою, яка очолила округ.
Беррі знову був обраний у 1994 році, і до наступного року округ став майже неплатоспроможним. У 1995 році Конгрес створив Раду фінансового контролю округу Колумбія для нагляду за всіма комунальними витратами та реабілітації окружної влади. Мер Ентоні Вільямс переміг на виборах у 1998 році. Роки його адміністрації припали на період більшого процвітання, оновлення міст та профіциту бюджету. У 2001 році район відновив контроль над своїми фінансами, і діяльність наглядової ради була призупинена.
У 2006 році член Ради Едріан Фенті переміг голову Ради Лінду Кропп. Після вступу на посаду Фенті отримав схвалення окружної ради безпосередньо керувати і контролювати капітальний ремонт окружної недостатньо ефективної публічної школи. Однак у серпні Фенті втратив більшість на первинних перегонах Демократичної партії від колишнього голови Ради Вінсента Грея. Мер Грей виграв загальні вибори та вступив на посаду в січні 2011 року, зобов'язавшись забезпечити економічний ріст. Грей, у свою чергу, втратив більшість на первинних виборах Демократичної партії у 2014 році до Ради Мюріел Баузер, яка отримала перемогу на загальних виборах, а потім була переобрана в 2018 році.
Наразі мер округу Колумбія, як правило, обирається на чотирирічний термін без обмеженя кількості термінів. Незважаючи на те, що округ Колумбія не є штатом, окружний уряд також виконує певні обов'язки на державному рівні, що робить певні обов'язки мера співставні обов'язкам губернатора штату.

## Вибори мера
Мер має чотирирічний термін повноважень і може бути переобраний без обмежень кількості термінів. Кандидати в мери повинні проживати та бути зареєстрованими для голосування в окрузі Колумбія мінімум як за один рік до дати виборів. Вибори відбуваються того ж року, що і середньострокові вибори в Конгрес в день виборів у листопаді. Однак, оскільки електорат округу є переважно прихильним до Демократичної партії (понад 80 відсотків), на практиці мер майже завжди визначається на первинних виборах Демократичної партії, що відбуваються у другий вівторок вересня. Мер присягає 2 січня після виборів.

## Обов'язки та повноваження
Мер несе відповідальність за виконання законодавства округу, має адмініструвати та координувати окружні управління, включаючи призначення окружного адміністратора та керівників департаментів (за умови підтвердження Радою), визначити політику та порядок денний до Ради та підготувати і подати окружний бюджет наприкінці кожного фінансового року. Міський голова має повноваження затверджувати або ветувати законопроєкти, прийняті Радою округу Колумбії, подавати законопроєкти до Ради і пропонувати їх на розгляд федеральним органам, у тому числі президенту та / або Конгресу. Як керівник виконавчої гілки влади округу, мер має повноваження розробляти та приймати виконавчі розпорядження стосовно відомств та посадових осіб, що перебувають під їх юрисдикцією, та реорганізувати будь-які структури в межах виконавчої влади (за винятком випадків офіційного несхвалення Радою). Крім того, мер залишає за собою право бути заслуханим Радою або будь-яким її комітетом.
Якщо мер помирає, перебуваючи на посаді, подає у відставку або не може виконувати свої обов'язки і не призначив виконувача обов'язків мера, Голова Ради округу стає виконувачем обов'язків мера до проведення спеціальних виборів та підтвердження Комітетом з питань виборів та етики округу Колумбія. Між вакантністю посади мера та спеціальними виборами, які проводяться в перший вівторок після цього, має пройти не менше 114 днів.

## Мери округу Колумбія
| Роки | Роки                        | Мер       | Мер               | Попередня посада                                     | Партія       | Терміни   |
| ---- | --------------------------- | --------- | ----------------- | ---------------------------------------------------- | ------------ | --------- |
| 1    | 2 січня 1975 – 2 січня 1979 |           | Волтер Вашингтон  | Мер-комісар з округу Колумбія (1967–1975)            | Демократична | 1 (1974)  |
| 2    | 2 січня 1979 – 2 січня 1991 |           | Меріон Беррі      | Голова ради округу Колумбія (1975–1979)              | Демократична | 2 (1978)  |
| 2    | 2 січня 1979 – 2 січня 1991 | 3 (1982)  | Меріон Беррі      | Голова ради округу Колумбія (1975–1979)              | Демократична |           |
| 2    | 2 січня 1979 – 2 січня 1991 | 4 (1986)  | Меріон Беррі      | Голова ради округу Колумбія (1975–1979)              | Демократична |           |
| 3    | 2 січня 1991 – 2 січня 1995 |           | Шерон Претт Келлі | Скарбник крайового комітету ДП (1985–1989)           | Демократична | 5 (1990)  |
| 2    | 2 січня 1995 – 2 січня1999  |           | Меріон Беррі      | Член ради округу від 8 району Вашингтона (1993–1995) | Демократична | 6 (1994)  |
| 4    | 2 січня 1999 – 2 січня 2007 |           | Ентоні А. Вільямс | Фінансовий комісар округу Колумбія (1995–1998)       | Демократична | 7 (1998)  |
| 4    | 2 січня 1999 – 2 січня 2007 | 8 (2002)  | Ентоні А. Вільямс | Фінансовий комісар округу Колумбія (1995–1998)       | Демократична |           |
| 5    | 2 січня 2007 – 2 січня 2011 |           | Едріан Фенті      | Член ради округу від 4 району Вашингтона (2001–2007) | Демократична | 9 (2006)  |
| 6    | 2 січня 2011 – 2 січня 2015 |           | Вінсент К. Грей   | Голова ради округу Колумбія (2007–2011)              | Демократична | 10 (2010) |
| 7    | від 2 січня 2015            |           | Мюріел Баузер     | Член ради округу від 4 району Вашингтона (2007–2015) | Демократична | 11 (2014) |
| 7    | від 2 січня 2015            | 12 (2018) | Мюріел Баузер     | Член ради округу від 4 району Вашингтона (2007–2015) | Демократична |           |